# The Greater Wrong of the Right
The Greater Wrong of the Right è il nono album in studio del gruppo musicale canadese Skinny Puppy, pubblicato nel 2004.

## Tracce
1. I'mmortal – 4:16
2. Pro-test – 5:29
3. EmpTe – 4:11
4. Neuwerld – 5:28
5. Ghostman – 4:55
6. d0wnsizer – 4:20
7. Past Present – 6:27
8. Use Less – 4:47
9. Goneja – 5:25
10. DaddyuWarbash – 3:18

## Formazione
- Nivek Ogre - voce
- cEvin Key - strumenti vari
- Mark Walk - strumenti vari